# 최종현
최종현(崔鍾賢, 1929년 11월 21일~1998년 8월 26일)은 대한민국의 기업인이다. 1956년 선경그룹을 적산불하로 인수했던 SK그룹 창업주 최종건의 동생이다. 미국 유학 후  1962년에 선경직물 이사에 선임되고 그해 11월에 부사장이 되면서 회사 경영에 참여하였다. 1973년에 형 최종건이 폐질환으로 세상을 떠나면서 SK의 회장이 되었다.

## 생애
최종현은 1929년 11월 21일에 경기도 수원군 수원읍 평동에서 수원부 평동(坪洞) 벌말부락에서 기업인 최학배(崔學培)와 그의 부인 이동대(李同大)의 4남 4녀 중 차남으로 태어났다. 아버지 최학배는 나무장수를 하다가 상점 대성상회(大成商會)를 설립하였으며, 볏집과 잠업으로도 확장하였다. 그의 선대는 화성군 팔탄면 해창리였으나 아버지 최학배가 수원 평동으로 이사하였다. 누나 2명과 형 최종건, 여동생 2명, 남동생 2명이 있었다.
1938년 수원 세류소학교에 입학하였으며 1940년 아버지 최학배가 수원고등농림학교 재학생이자 매형인 표현구(表鉉九)를 가정교사로 초빙하여, 형 최종건과 함께 수학하였다. 1944년에 동성상업학교에 입학하여 1948년 졸업과 동시에 경기공업학교에 입학하였으나 곧 중퇴하고 수원농림중학교에 편입하였다. 1950년 3월  수원농림중학교를 졸업하고 서울대학교 농기계학과로 진학하였으며 6.25 전쟁을 맞았다. 1952년에 서울대학교를 자퇴하고 미국 유학을 떠나 1956년에 위스콘신 대학교를 졸업하고 3년 후 시카고 대학교에서 경제학 석사과정을 마친 뒤 귀국하였다. 1962년 10월 2일 아버지 최학배의 사망 후, 학자금이 끊기면서 미국에 체류하던 중 그해 11월 전보를 받고 귀국하였다.

### 기업인 활동
1962년 11월에 형 최종건이 운영하던 선경직물에 참여, 선경직물 이사직을 맡으면서 경영인으로서 본격적인 사회활동을 시작하였다. 1962년 11월 5일 선경직물 부사장에 선임되고 그 뒤 1970년 선경그룹 사장을 거쳐, 1973년 11월 15일에 형 최종건이 급서하자 회장으로 추대되었다. 1971년 그는 중앙대학교 사회개발대학원을 수료하였다.
1973년 선경합섬 대표이사, 1973년 2월부터 MBC 문화방송에서 방영하는 장학퀴즈의 후원자가 된 이후 고학생 장학금 지급 등의 장학사업에도 참여하였다. 이 밖에 그는 8, 9, 10대 수원상공회의소 회장으로도 추대되었다. 1978년과 1997년 다시 선경그룹 회장으로 재선임되어 활동하였다. 다음 해인 1998년 선경그룹이 SK그룹으로 명칭이 변경되면서 SK그룹 회장이 되었다. 그는 SK그룹을 이끄는 한편으로 수원상공회의소 회장, 한·브라질경제협력위원회 한국측 대표위원, 한·브라질경제협력위원회 회장, 경연자총연합회 회장 등 경제관련 단체에서 활동하였다. 1979년 콜롬비아 명예 총영사에 위촉되고 1980년 대한석유공사 대표이사 사장에 선임되었다. 그 외에 한국정신문화연구원과 현대사회연구소의 이사, 한국고등교육재단 이사장, 안중근의사 사업추진 위원회 고문, 노사정위원회 위원으로도 활동하였다.
1983년 전국경제인연합회 부회장에 선출되었으며 1984년 주식회사 유공의 대표이사 회장이 되었고, 1987년 한국경제연구원 원장에 선임되었으며, 1993년에는 전국경제인연합회 회장에 선출되었다. 1997년 6월에 미국에서 폐암 수술을 받고 회복하였다. 그러나 그해 뉴욕에서 부인 박계희가 과로와 심장마비로 사망했고, 그 역시 병세가 악화되어 이듬해인 1998년 캘리포니아주 로스앤젤레스의 병원에 입원하였다가 차도가 없어 귀국, 8월 26일 서울특별시 광진구 광장동의 자택에서 폐암으로 별세하였다. 사망 당시 향년 68세였다. 사망 직후 전문경영인인 손길승이 그룹회장으로 추대되었다가 2004년 그의 장남인 최태원이 그룹회장직을 이어받았다.

## SK글로벌 분식회계
최종현은 SK그룹의 회장으로서 SK글로벌의 대표이사 사장 등 경영진과 함께 SK글로벌의 부실과 회계분식을 벌여왔다. 사후 2003년 6월 13일 서울지방법원 판결에서 최종현의 분식회계 범행이 적시되었으며, 아들 최태원을 비롯한 경영진들이 형사처벌되었다.

## 학력
- 1938년~1944년 2월 세류소학교 졸업
- 1944년 3월~1948년 동성상업학교 졸업
- 1948년 경기공업학교 입학, 자퇴 후 수원농림중학교에 재입학
- 1948년~1950년 3월 수원농림중학교 졸업
- 1950년 3월~1952년 서울대학교 농과대학 농화학과 재학중 유학
- 1954년 5월~1956년 미국 위스콘신 주립대학교 경제학 학사[2]
- 1956년~1959년 미국 시카고 대학교 경제학 석사
- 1971년 중앙대학교 사회개발대학원 수료

## 수상
- 1971년 국무총리 표창장
- 1972년 은탑산업훈장
- 1973년 금탑산업훈장
- 1980년 한국의 경영자상(한국능률협회)
- 1995년 95인 국제경영인상(국제경제학회)
- 1997년 금탑산업훈장(1973년에 이어 2번째 수상)
- 1998년 국민훈장 무궁화장
- 2001년 뉴밀레니엄 창업대상 추서

## 저서
- 《마음을 다스리고 몸을 움직여라》(1988)
- 《도전하는 자가 미래를 지배한다》(1992)

## 가족
| 관계     | 이름           | 출생일           | 사망일           | 활동사항                                   |
| -------- | -------------- | ---------------- | ---------------- | ------------------------------------------ |
| 할아버지 | 최두혁(崔斗赫) |                  | 별세             | 미확인                                     |
| 아버지   | 최학배(崔學培) | 1900년           | 1962년 10월 2일  | 대성상회(大成商會) 사장                    |
| 어머니   | 이동대(李同大) | 1903년           | 별세             |                                            |
| 누나     | 최양분(崔養分) | 1922년           | 2010년 5월 5일   | 전SK텔레콤 사장 표문수의 어머니            |
| 자형     | 표현구         | 1920년           | 1994년 6월 26일  | 서울대학교 농업대학 학장                   |
| -조카    | 표문수         |                  |                  | 전 SK텔레콤 사장                           |
| 누나     | 최양순(崔養順) | 1923년           | 2008년 5월 1일   |                                            |
| 자형     | 여운창         | 1919년           | 사망             | 경기개발 대표                              |
| 형       | 최종건(崔鍾建) | 1926년 1월 9일   | 1973년 11월 15일 | 선경그룹의 창업주                          |
| 형수     | 노순애         | 1928년           | 2016년 1월 28일  |                                            |
| -조카    | 최윤원         | 1950년           | 2000년 8월 31일  |                                            |
| -조카    | 최신원         | 1952년 11월 20일 |                  | SKC 회장                                   |
| -조카    | 최창원         | 1964년           |                  | SK케미칼 부회장, SK와이번스 구단주         |
| -조카    | 최정원         |                  |                  |                                            |
| -조카    | 최혜원         |                  |                  |                                            |
| -조카    | 최지원         |                  |                  |                                            |
| -조카    | 최예정         |                  |                  | 이후락 前 중앙정보부장의 3남 이동욱과 결혼 |
| 여동생   | 최종분(崔鍾分) | 1932년           |                  |                                            |
| 여동생   | 최종순(崔鍾順) | 1936년           |                  |                                            |
| 남동생   | 최종욱(崔鍾旭) | 1939년           |                  |                                            |
| 남동생   | 최종관(崔鍾寬) | 1934년           | 2018년 2월 24일  | SKC 고문                                   |
| 제수     | 장명순         |                  |                  |                                            |
| -조카    | 최순원         |                  |                  |                                            |
| -조카    | 최경원         |                  |                  |                                            |
| -조카    | 최은성         |                  |                  |                                            |
| -조카    | 최철원         |                  |                  |                                            |
| 아내     | 박계희(朴啓姬) | 1935년           | 1997년 6월 18일  | 워커힐미술관 관장                          |
| 장남     | 최태원(崔泰源) | 1960년 12월 3일  |                  | 현, SK그룹 회장                            |
| 자부     | 노소영         |                  |                  | 노태우 전 대통령의 장녀                    |
| -손녀    | 최윤정         |                  |                  |                                            |
| -손녀    | 최민정         |                  |                  |                                            |
| -손자    | 최인근         |                  |                  |                                            |
| -손녀    | 최시아         | 2010년           |                  | 혼외자 자녀                                |
| 차남     | 최재원(崔再源) | 1963년 5월 16일  |                  | SK그룹 수석부회장                          |
| 자부     | 채서영         |                  |                  | 서강대학교 영문과 교수                     |
| 장녀     | 최기원(崔璂源) | 1964년 7월 6일   |                  |                                            |
| 전 사위  | 김준일(金俊一) |                  |                  | 전 SK행복나눔재단 이사장                   |

## 기타
- 수원 세류초등학교의 제1회 졸업생이었다.
- 1973년 2월부터 타계 전까지 MBC 문화방송에서 매주 일요일 오전에 방영한 장학퀴즈의 후원자가 되었다.[3]